# Chaca
Chaca es un género de peces actinopeterigios de agua dulce, el único de la familia monotípica Chacidae distribuidos por ríos y lagos del sudeste de Asia y la isla de Borneo.

## Morfología
Cabeza amplia y deprimida, parte posterior del cuerpo comprimido y boca grande y terminal, con ojos pequeños, alrededor de 24 cm de longitud máxima. En la aleta dorsal tiene una espina corta y cuatro radios blandos, en la aleta anal 8 a 10 radios blandos, aletas pectorales con una espina dentada y 4 o 5 radios blandos, aletas pélvicas grandes con seis radios, aleta adiposa continua con la aleta caudal.
Barbillas maxilares a veces utilizadas para atraer a las presas.

## Especies
Las especies de este género son:
- Chaca bankanensis Bleeker, 1852
- Chaca burmensis B. A. Brown & Ferraris, 1988
- Chaca chaca (F. Hamilton, 1822)
- Chaca serica H. H. Ng & Kottelat, 2012